# Модер, Йозеф
Йо́зеф Мо́дер (словац. Jozef Móder, венг. Móder József; 19 сентября 1947) — чехословацкий футболист венгерского происхождения, полузащитник, тренер.

## Карьера

### Клубная
Заниматься футболом начал в 13 лет.
Модер начал свою профессиональную карьеру в братиславском «Интере».
Большую часть карьеры провел в клубе «Локомотив-Кошице». Также выступал за пражскую «Дуклу» и австрийский «ГАК».
Во время выступлений за «ГАК» Модер выиграл Кубок Австрии, ставший первым профессиональным трофеем в истории клуба.
Сыграл в общей сложности 318 матчей и забил 75 мячей в чемпионате Чехословакии.
Завершил карьеру в возрасте 35 лет.

### В сборной
Был членом сборной Чехословакии по футболу на чемпионате Европы 1976 года, в составе которой выиграл золотую медаль. Он был известен как специалист по угловым ударам.
Модер дебютировал на международной арене в составе сборной Чехословакии 26 апреля 1972 года в домашнем матче против сборной Люксембурга, завершившемся со счётом 6:0 в пользу хозяев.
Модер забил три мяча в двух четвертьфинальных матчах отборочного турнира к чемпионату Европы 1976 года в матче против сборной СССР и прошёл со сборной в финальный турнир, где так же выходил на поле. Голы в ворота сборной СССР остались для Модера единственными в составе сборной.

## Достижения
- Чемпионат Европы

- Чемпион: 1976

- Кубок Чехословакии

- Обладатель: 1977, 1979

- Кубок Австрии

- Обладатель: 1981